# Detectives
Detectives es el primer álbum de estudio solista de la cantante argentina Fabiana Cantilo (n. 1959), lanzado en 1985 por el sello discográfico Interdisc. La producción estuvo a cargo de Charly García.

## Grabación y lanzamiento
A principios de 1984, después de abandonar la banda Los Twist, Fabiana Cantilo decidió emprender una carrera como solista.
Al principio pensó en grabar un disco de folclore junto a su pareja Fito Páez, Paul Dourge, el Mono Fontana, etc. El mismo tendría composiciones como por ejemplo "Me Voy Quedando" del Cuchi Leguizamón. Así es como aparece Charly García nuevamente en su vida y cuando Fabiana le comenta de su proyecto, el bicolor le responde "Quien te crees que sos, Mercedes Sosa? Con vos hacemos un disco Pop!". 
Las sesiones de grabación de Detectives fueron muy largas ya que se llevaron a cabo en las pausas que Charly García se tomaba durante la gira promocional de su reciente álbum Piano Bar.
«Tu arma en el sur», de Charly, es la primer canción que Fabiana grabó para el álbum. Luego no registró su voz hasta finalizando el año ya que durante ese periodo tuvo que internarse en una clínica de rehabilitación.
Durante su ausencia el productor bicolor siguió trabajando en el álbum: compuso tres canciones, tocó, cantó y eligió los músicos que tocarian. Es así como desfilaron amigos músicos como Luis Alberto Spinetta, Oscar Moro, León Gieco, Fito Páez, Richard Coleman, Daniel Melingo, Gustavo Bazterrica, Polo Corbella, etc. Todos juntos dando un abrazo musical a la protagonista ausente.
Al cabo de un tiempo Fabiana regresa desintoxicada y lista para seguir trabajando. Es así como le pregunta a su idolo Luis Alberto Spinetta si podía poner un tema suyo en el álbum. El flaco, le regala "Ventiscas de Marzo" (luego grabado en su álbum "Prive") pero Charly García le dijo que tenía demasiados acordes. De esa manera Fabiana intenta nuevamente con Luis y éste le pregunta "y si grabas una versión reggae de Algo Flota En La Laguna?". Así nace la versión moderna titulada "El Monstruo De La Laguna" dónde Spinetta programa las baterías electrónicas.
La presentación en vivo fue durante 1986 con Fito Páez y su banda en lugares memorables como La Capilla, el pub Gracias Nena o Le Paradis.
Luego Fabiana Cantilo se une a la banda de rock Los Perros Calientes, liderada por Gabriel Carámbula, con quienes luego grabaría su siguiente disco.

## Lista de canciones
1. Detectives (Charly García)
2. Amo lo extraño (Charly García)
3. Tu arma en el sur (Charly García)
4. Mujeres (Fabiana Cantilo/Isabel de Sebastián)
5. Llaves (Fito Páez)
6. Hagamos algo (Rubén Goldín/Betina Canalis)
7. El monstruo de la laguna (Luis Alberto Spinetta)
8. Último tema del disco (Charly García/Fabiana Cantilo).

## Músicos
- Fabiana Cantilo: Voz y coros en todos los temas. Guitarra acústica en "Hagamos Algo"
- Charly García: Voz en "Último Tema Del Disco", Coros en "Llaves". Guitarra acústica y efectos en "Mujeres". Guitarra eléctrica en todos los temas excepto "Llaves", "Hagamos Algo" y "El Monstruo de La Laguna". Bajo en "Amo Lo Extraño ". Batería Electrónica en todos los temas excepto "Amo Lo Extraño", "Llaves" y "El Monstruo De La Laguna". Teclados en todos los temas.
- Fito Páez: Coros, Teclado DX7 y bateria DMX en "Llaves".
- Tweety González: Teclado OBX y bateria DMX en "Llaves".
- León Gieco: Voz en "Hagamos Algo".
- Luis Alberto Spinetta: Batería RX 11 y segunda guitarra en "El Monstruo De La Laguna".
- Richard Coleman:Guitarra en "Tu Arma en el Sur" y "El Monstruo De La Laguna".
- Carlos García López: Solo de guitarra en "Amo Lo Extraño" y "Mujeres"
- Gustavo Bazterrica: Solo de guitarra en "Detectives"
- Rinaldo Rafanelli: Bajo en "Detectives" y "Último Tema Del Disco".
- Daniel Melingo: Saxo en "Tu Arma En El Sur".
- Polo Corbella: Batería Simmons en "Amo Lo Extraño".
- Charly Alberti: Batería Linn en "Último Tema Del Disco".
- Oscar Moro: Batería en "Detectives" y "Mujeres".
- Fernando Samalea: Batería en "Amo Lo Extraño", "Tu Arma En El Sur" y "El Monstruo De La Laguna".

- Datos: Q5804606